# Hexaplex
Hexaplex  es un género de gasterópodo marino perteneciente a la familia Muricidae.

## Especies
- Hexaplex ambiguus (Reeve, 1845)
- Hexaplex angularis (Lamarck, 1822)
- Hexaplex bifasciatus (A. Adams, 1853)
- Hexaplex brassica (Lamarck, 1822)
- Hexaplex cichoreum (Gmelin, 1791)
- Hexaplex conatus (McMichael, 1964)
- Hexaplex duplex (Röding, 1798)
- Hexaplex erythrostomus (Swainson, 1831)
- Hexaplex fulvescens (G. B. Sowerby II, 1834)
- Hexaplex kusterianus (Tapparone Canefri, 1875)
- Hexaplex megacerus (G. B. Sowerby II, 1834)
- Hexaplex nigritus (Philippi, 1845)
- Hexaplex pecchiolianus (d'Ancona, 1871)
- Hexaplex princeps (Broderip, 1833)
- Hexaplex radix (Gmelin, 1791)
- Hexaplex regius (Swainson, 1821)
- Hexaplex rileyi D'Attilio & Myers, 1984
- Hexaplex rosarium (Röding, 1798)
- Hexaplex saharicus (Locard, 1897)
- Hexaplex stainforthi (Reeve, 1843)
- Hexaplex strausi (A. H. Verrill, 1950)
- Hexaplex trunculus (Linnaeus, 1758)

### Especies extintas

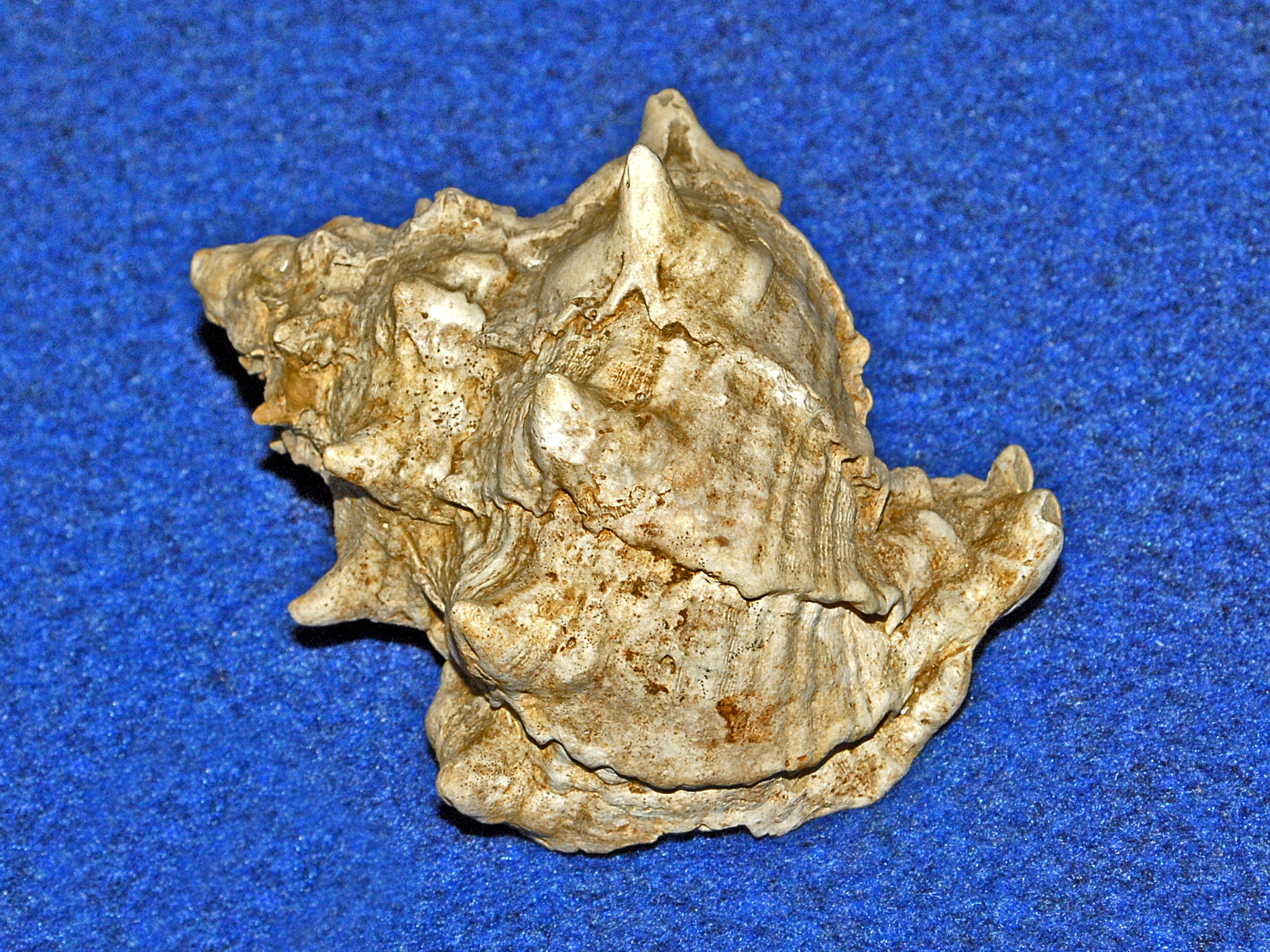
Concha fósil de Hexaplex trunculus

- †Hexaplex (Hexaplex) colei Palmer 1937
- †Hexaplex (Hexaplex) engonatus Conrad 1833
- †Hexaplex (Hexaplex) etheringtoni Vokes 1968
- †Hexaplex (Hexaplex) katherinae Vokes 1968
- Hexaplex ledoni Ceulemans, van Dingenen, Merle & Landau, 2016 †
- †Hexaplex (Hexaplex) marksi Harris 1894
- †Hexaplex (Hexaplex) silvaticus Palmer 1937
- †Hexaplex (Hexaplex) supernus Palmer 1947
- †Hexaplex (Hexaplex) texanus Vokes 1968
- †Hexaplex (Hexaplex) vanuxemi  Conrad 1865
- †Hexaplex (Hexaplex) veatchi Maury 1910
- †Hexaplex (Trunculariopsis) bourgeoisi   Tournouër 1875
- †Hexaplex (Trunculariopsis) brevicanthos   Sismonda 1847
- †Hexaplex (Trunculariopsis) campanii De Stefani and Pantanelli 1878
- †Hexaplex (Trunculariopsis) rudis   Borson 1821
- †Hexaplex hertweckorum Petuch 1988